# Medont d'Esparta
Medont (grec antic: Μέδων, llatí: Medon) fou un escultor espartà del segle vi aC. Era germà de Doriclides, i va ser deixeble dels grans escultors Dipè i Escil·lis. Va esculpir, entre d'altres, una estàtua d'or i ivori de la deïtat Atena que es va col·locar a l'heròon de la ciutat d'Olímpia, on Pausànias la va veure.
Pausànias també parla d'un escultor que va esculpir estàtues de cedre i incrustacions d'or que representaven la lluita d'Hèracles amb el riu Aqueloos, amb Ares sostenint Aqueloos i Atena ajudant Hèracles i, a més, les figures de Zeus i Deianira, grup escultòric que després va ser inclòs en les ofrenes dels megareus a Olímpia; aquest mateix escultor és autor d'un altre grup escultòric del frontó del Tresor de Mègara a Olímpia. En els manuscrits Pausànias li dona el nom de Dontes, però es tracta d'una mala lectura, i l'autor d'aquests grups escultòrics és el mateix Medont.